# Río Morterio
El río Morterio se encuentra situado en el estado de Estado de Tamaulipas, en la parte central de México, a unos 600 km al norte de Ciudad de México, la capital del país.
El clima es húmedo y subtropical. La temperatura media es de 23 °C. El mes más cálido es junio, con 28 °C, y el más frío es diciembre, con 16 °C. La precipitación media anual es de 1131 milímetros. El mes más lluvioso es septiembre, con 346 milímetros de lluvia, y el más seco es enero, con 36 milímetros.
| Climograma de Morterio | Climograma de Morterio | Climograma de Morterio | Climograma de Morterio | Climograma de Morterio | Climograma de Morterio | Climograma de Morterio | Climograma de Morterio | Climograma de Morterio | Climograma de Morterio | Climograma de Morterio | Climograma de Morterio |
| --- | ---------------------- | ---------------------- | ---------------------- | ---------------------- | ---------------------- | ---------------------- | ---------------------- | ---------------------- | ---------------------- | ---------------------- | ---------------------- |
| E | F                      | M                      | A                      | M                      | J                      | J                      | A                      | S                      | O                      | N                      | D                      |
| 36 23 12 | 38 25 14               | 43 30 16               | 102 34 19              | 102 34 22              | 95 35 22               | 65 33 23               | 118 33 23              | 346 27 20              | 66 27 18               | 63 25 14               | 57 20 12               |
| temperaturas en °C • totales de precipitación en mm fuente: |                        |                        |                        |                        |                        |                        |                        |                        |                        |                        |                        |
| Conversión sistema imperial\| E \| F \| M \| A \| M \| J \| J \| A \| S \| O \| N \| D \| \| 1.4 73 54 \| 1.5 77 57 \| 1.7 86 61 \| 4 93 66 \| 4 93 72 \| 3.7 95 72 \| 2.6 91 73 \| 4.6 91 73 \| 14 81 68 \| 2.6 81 64 \| 2.5 77 57 \| 2.2 68 54 \| \| temperaturas en °F • totales de precipitación en pulgadas \| \| \| \| \| \| \| \| \| \| \| \| |                        |                        |                        |                        |                        |                        |                        |                        |                        |                        |                        |
| E | F                      | M                      | A                      | M                      | J                      | J                      | A                      | S                      | O                      | N                      | D                      |
| 1.4 73 54 | 1.5 77 57              | 1.7 86 61              | 4 93 66                | 4 93 72                | 3.7 95 72              | 2.6 91 73              | 4.6 91 73              | 14 81 68               | 2.6 81 64              | 2.5 77 57              | 2.2 68 54              |
| temperaturas en °F • totales de precipitación en pulgadas |                        |                        |                        |                        |                        |                        |                        |                        |                        |                        |                        |